# الكسندر ماكورميك شتورم
الكسندر ماكورميك شتورم (بالإنجليزية: Alexander McCormick Sturm)‏ هو كاتب وكاتب للأطفال أمريكي، ولد في 24 يونيو 1923 في ويستبورت (كونيتيكت) في الولايات المتحدة، وتوفي في 16 نوفمبر 1951 في نوروولك في الولايات المتحدة.